# Nuraghe La Prisgiona
Le nuraghe La Prisgiona, ou La Prisciona, est un nuraghe situé à 158 m d'altitude sur le territoire de la commune d'Arzachena, dans la province de Sassari, en Sardaigne. Comme tous les nuraghes, il est daté de l'Âge du bronze.

## Historique
Le site n'est pas encore entièrement fouillé.

À la suite de l'effondrement de diverses structures, en 2008 des travaux de restauration ont été effectués sur le site.

## Description
Le nuraghe La Prisgiona est composé d'une tour principale et d'un bastion de deux tours mineures bordées d'une grande cour. L'ensemble est entouré d'un mur d'enceinte à trois tours, dont peu de traces subsistent. Dans l'espace situé entre le bastion et la tour centrale se trouve un puits.
La tour centrale mesure encore plus de 4 mètres de haut pour un diamètre de 6,5 m. Dans celle-ci et dans le puits, des tessons de céramique, des bracelets et des arêtes de poisson ont été trouvés, ce qui suggère un usage sacré.

## Datation
Les éléments collectés permettent de dater l'édification du nuraghe entre le XIVe et le IXe siècle av. J.-C., ce qui correspond à l'Âge du bronze récent.

## Alentours
Aux abords du nuraghe se trouvent les traces d'un village d'une dizaine d'abris.
La tombe des géants de Coddu Vecchiu se trouve à 600 m du site.

## Galerie

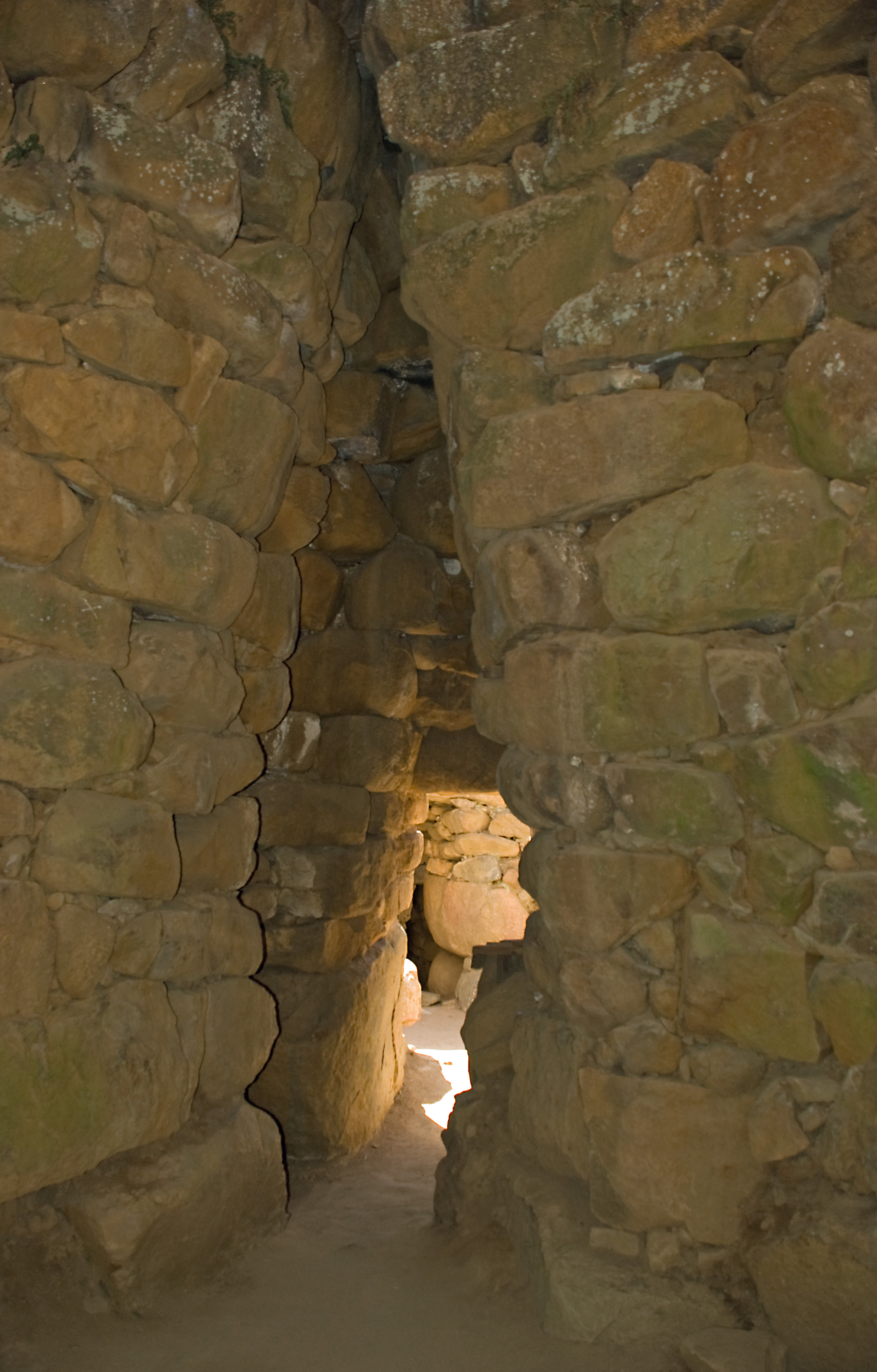
intérieur
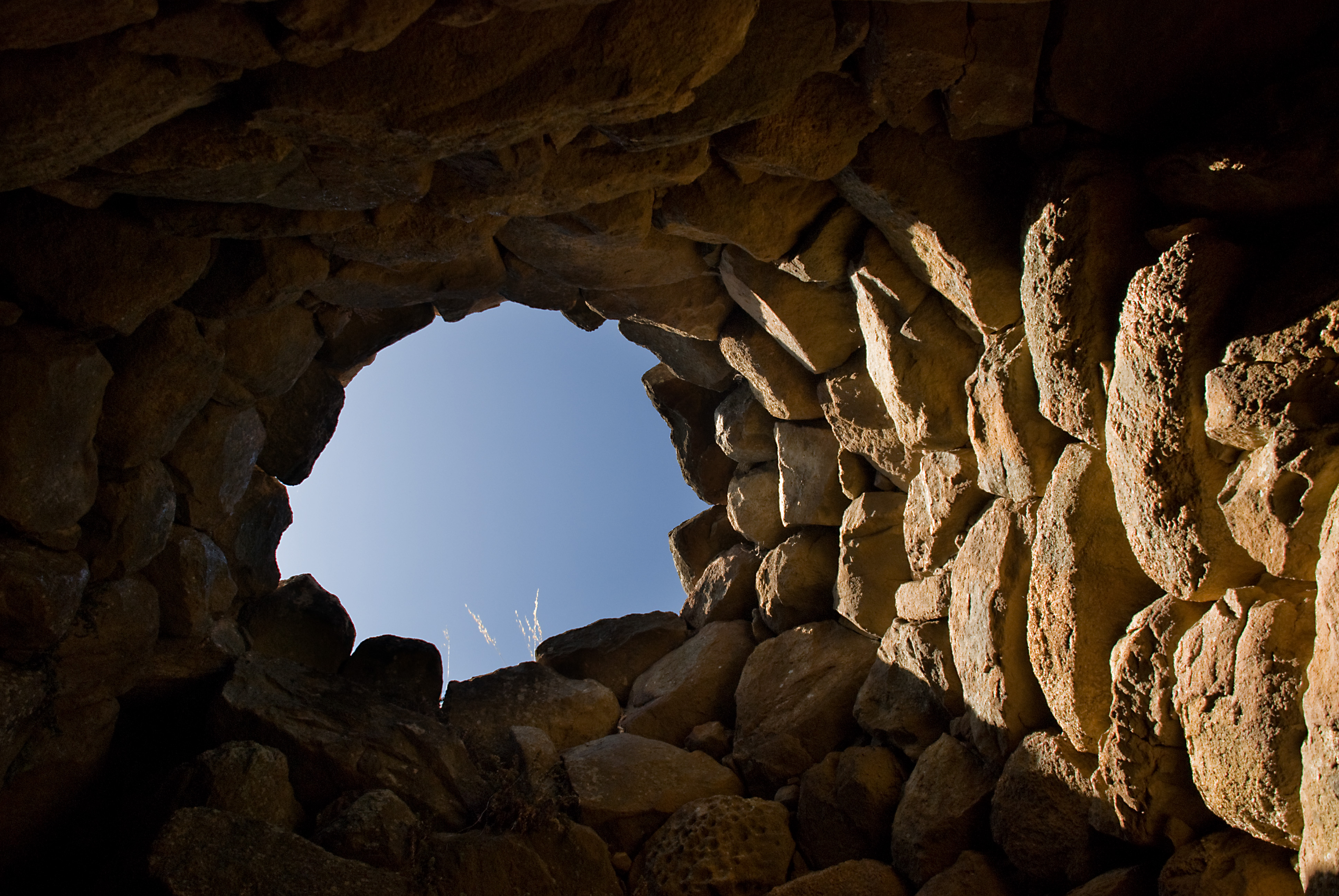
Intérieur de la tour
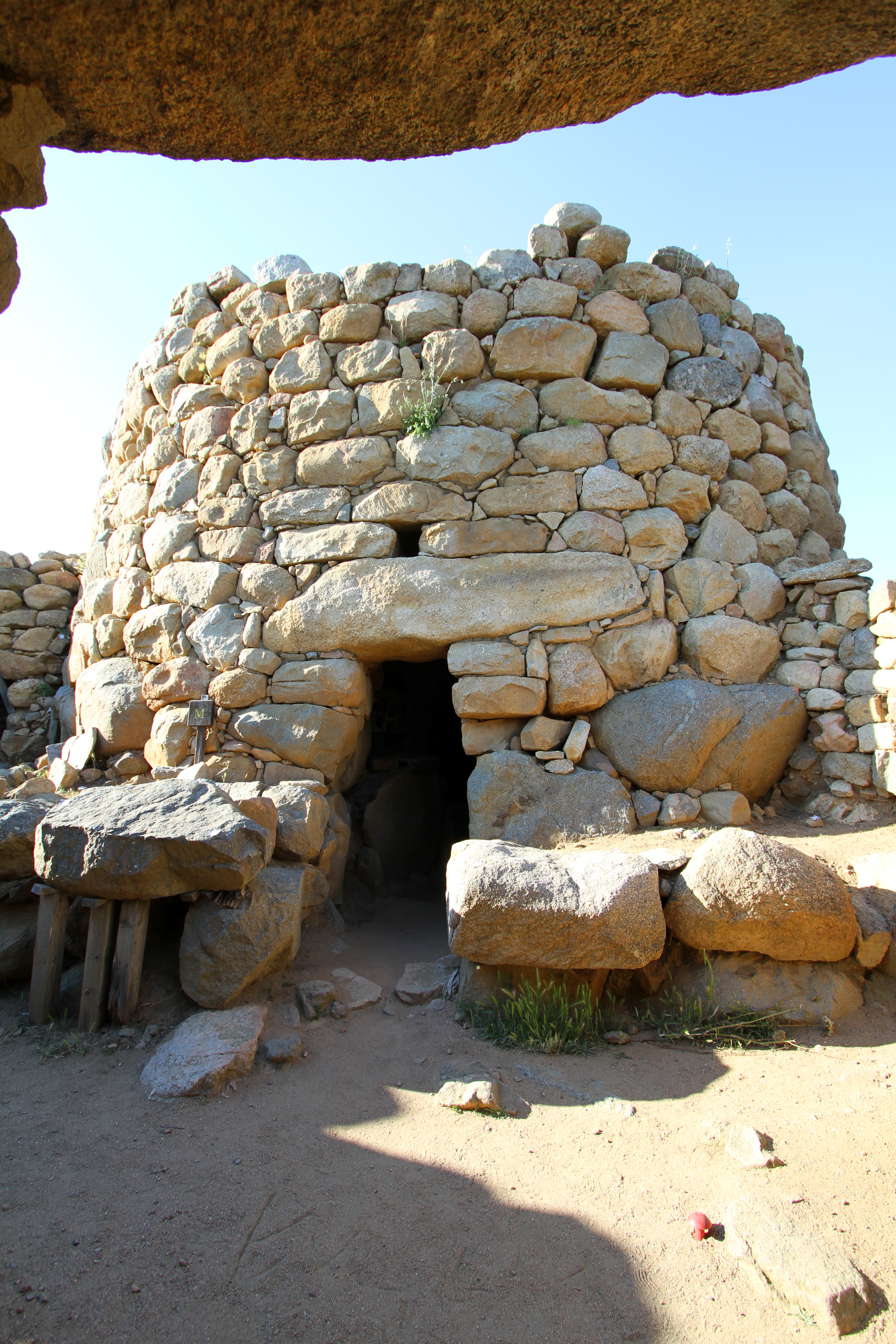
La tour
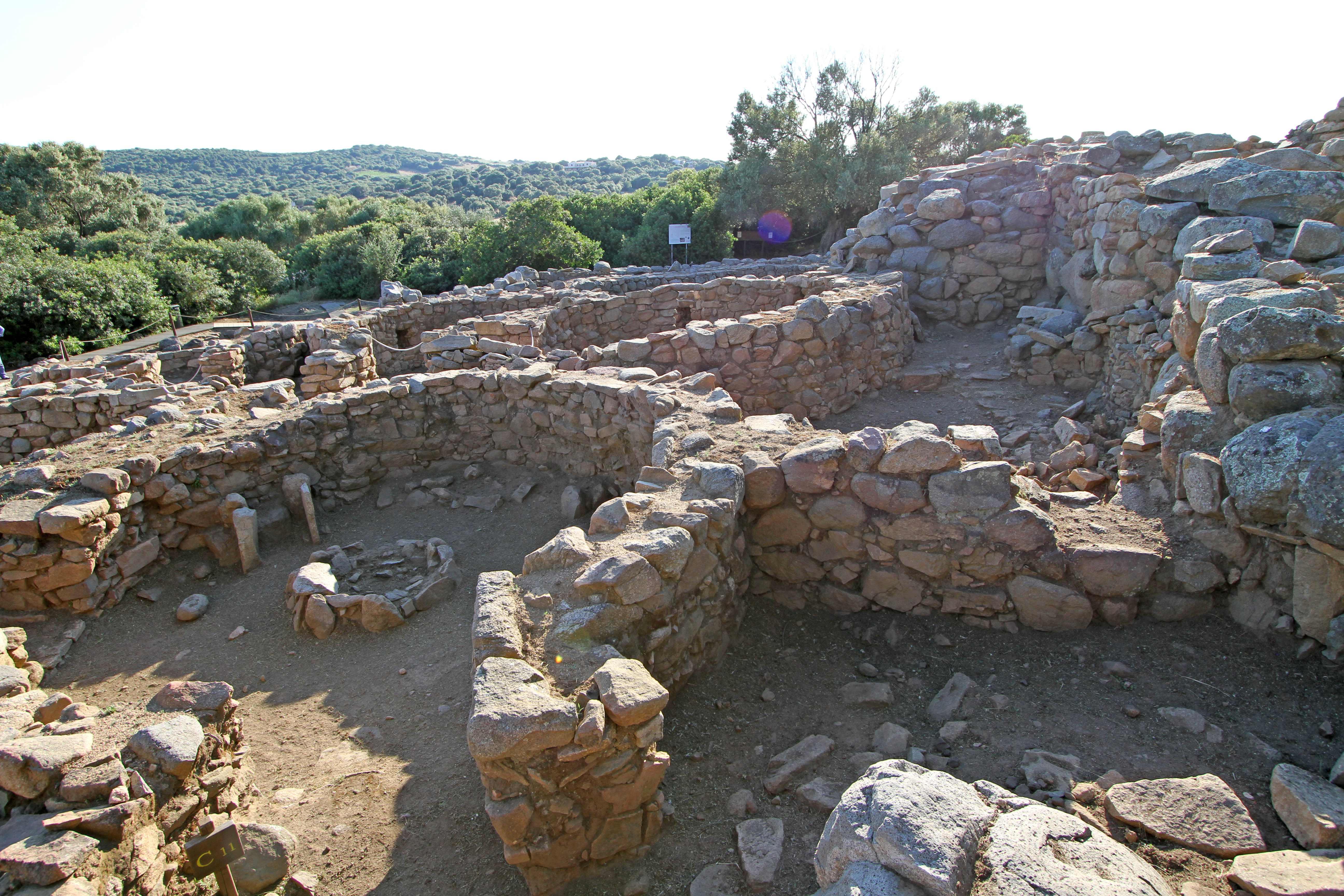
Complexe nuragique